# Takarazuka Revue

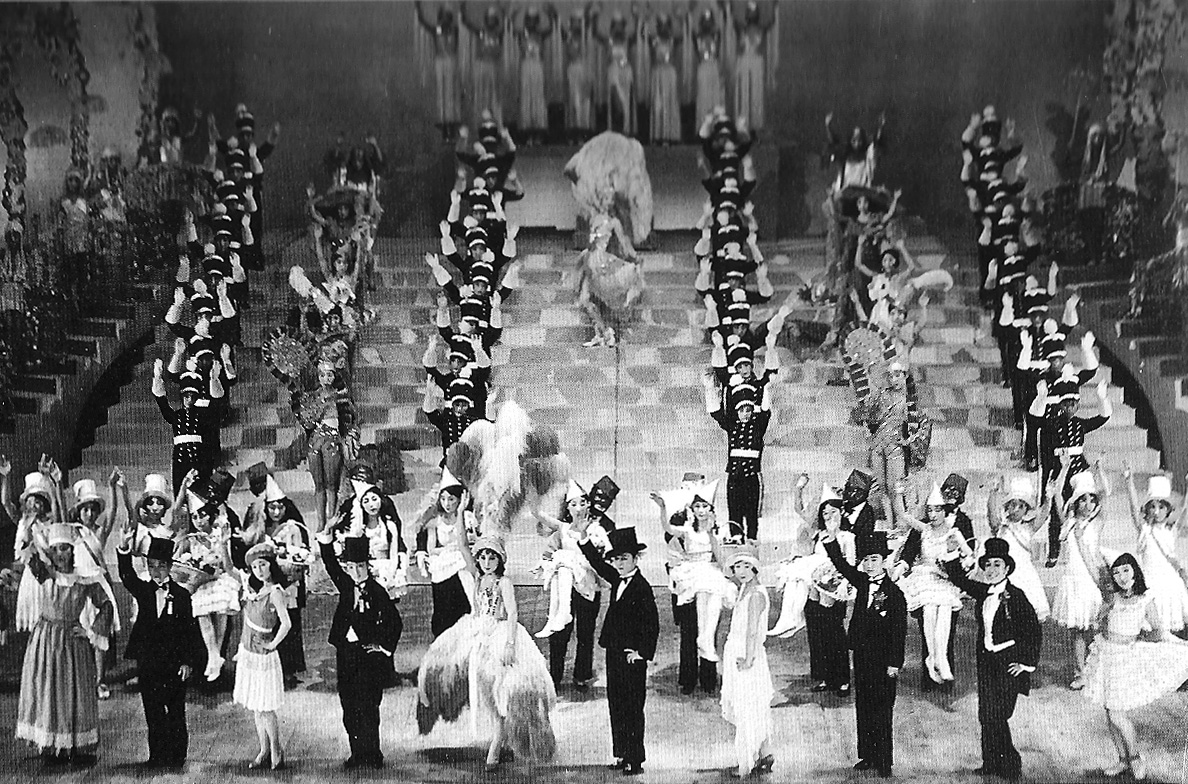
„Paris Sette“ 1930

Die Takarazuka Revue (japanisch 宝塚歌劇団, Takarazuka Kagekidan) ist eine populäre japanische Musiktheatergruppe, die 1913 von Kobayashi Ichizō gegründet wurde. Das maßgebliche Merkmal der Gruppe ist, dass sowohl weibliche als auch männliche Rollen ausschließlich von Frauen dargestellt werden. Neben der Faszination des „Spiels mit den Geschlechtern“ prägt die Inszenierungen meist eine romantische und märchenhafte Kulisse. Die meisten Stücke sind westliche Musicals, aber auch Adaptionen von Shōjo-Manga oder japanischen und chinesischen Märchen. Durch die Inszenierung der Musicals Elisabeth sowie Die Rosen von Versailles erlangte das Ensemble auch außerhalb Asiens Aufmerksamkeit. Die Gruppe gehört zur Eisenbahngesellschaft Hankyū Dentetsu.

## Entstehung
Die Revue wurde 1913 von Kobayashi Ichizō, dem Gründer des Eisenbahnkonzerns Hankyū Dentetsu, ins Leben gerufen, um Touristen in die Stadt Takarazuka zu locken. Aufgenommen wurden junge, unverheiratete Mädchen, welche dem Grundsatz Kiyoku, Tadashiku, Utsukushiku („[sei] unschuldig, aufrichtig, schön“) folgten. Im Gegensatz zum traditionellen Kabuki-Theater konzentrierte man sich im Takarazuka an westlich orientierten Musicals und Revuen. Die erste Aufführung fand 1914 statt, bereits 1924 erreichte das Ensemble knapp 2,5 Millionen Besucher im Jahr und eine feste, meist weibliche, Besuchergruppe kristallisierte sich heraus. Aufgrund des Erfolges erlangte die Revue ihr erstes mit 3000 Plätzen ausgestattetes Theater: das Takarazuka Grand Theater.

## Otokoyaku und Musumeyaku
Die sogenannten Takarasiennes (abgeleitet aus dem Französischen, z. B. Parisienne) erhalten eine 2-jährige Ausbildung an der renommierten Takarazuka Music School. Nach Ende des ersten Ausbildungsjahres werden die Mädchen in Otokoyaku (Männerrollen) und Musumeyaku (Frauenrollen) eingeteilt. Dies geschieht in erster Linie nach eigenem Wunsch aber auch nach Körperbau, sprich dem maskulinen Erscheinungsbild (Größe, Statur), sowie der jeweiligen Oktavenstärke und Stimmlage. Hierbei ist die Darstellung eines Mannes, eines Otokoyaku, die populärste und beliebteste Form am Theater.

## Gruppensystem
Um möglichst viele, unterschiedliche Stücke aufführen zu können, entschloss man sich im weiteren Verlauf der Revue die Darstellerinnen in Schauspielgruppen einzuteilen.
- Hanagumi (花組, dt. „Blumengruppe“)
- Tsukigumi (月組, dt. „Mondgruppe“)
- Yukigumi (雪組, dt. „Schneegruppe“)
- Hoshigumi (星組, dt. „Sternengruppe“)
- Soragumi (宙組, dt. „Kosmosgruppe“) seit 1998

Jede Gruppe hat einen eigenen Stil, was sich auf die Performance und Darstellung der jeweiligen Stücke auswirkt; dieser Stil ist jedoch in den letzten zwei Jahrzehnten nach und nach verschwommen und wird nun hauptsächlich durch das Image des jeweiligen Otokoyaku Top Stars geprägt. Eine gewisse Linie ist dennoch in jeder Gruppe erkennbar.
In jeder der Gruppen existieren zwei sogenannte Top Stars, ein Otokoyaku und eine Musumeyaku, wobei der Otokoyaku die offizielle Hauptdarstellerin des jeweiligen Casts ist. Männliche und weibliche Hauptrolle in einem Stück werden so gut wie immer mit dieser Top Combi besetzt, in einigen wenigen Ausnahmen wurde die weibliche Hauptrolle mit einem anderen Otokoyaku besetzt, so zum Beispiel die Rolle der Elisabeth in der Tsukigumi-Inszenierung des gleichnamigen Stückes im Jahre 2005.
In jeder Gruppe herrscht eine gewisse Hierarchie in Bezug auf die zu verteilenden Rollen.
Neben den 5 Hauptgruppen gibt es zudem einen Extrakurs (専科, senka), in den „ältere“ Darstellerinnen wechseln können, wenn sie nicht aufhören wollen. Senka selbst inszeniert keine Stücke, übernimmt jedoch oft die älteren Rollen in Stücken der 5 Hauptgruppen. Seit 2002 besitzt Senka ebenfalls einen Top-Star-Otokoyaku, Yū Todoroki, die in unregelmäßigen Zeitabständen entweder für ein Stück – welches in diesem Falle zwei männliche Hauptrollen aufweist – mit einer Gruppe zusammenarbeitet oder eigene Stücke erhält, für die sie als Cast ein Teil einer anderen Gruppe unterstützt.

## Auswahl an bekannten Stücken
- Akanesasu Murasaki no Hana
- Asaki Yume Nishi (nach der Vorlage des Genji Monogatari)
- Elisabeth (Musical) - Ai to Shi no Rondo
- Ernest in Love (basierend auf Oscar Wildes The Importance of Being Earnest)
- Guys and Dolls (Musical)
- I Am from Austria (Musical)
- Kaze to tomo ni sarinu (nach Margaret Mitchells Vom Winde verweht)
- Me and My Girl
- Never Say Goodbye
- Nova Bossa Nova (Revue Show)
- Phantom (Musical)
- Singin' in the Rain (Musical)
- Die Rosen von Versailles (nach Hauptthema getrennte Aufführungen von Oscar Version, Oscar et Andre Version, Fersen et Marie Antoinette Version und Andre Version)
- Utakata no Koi (basierend auf der vermeintlichen Liebesgeschichte zwischen Rudolf von Österreich-Ungarn und Mary Vetsera)
- West Side Story

Die Inszenierungen zu Riyoko Ikedas Manga-Serie Die Rosen von Versailles sind zusammen mit Elisabeth die kommerziell erfolgreichsten Projekte der Revue.

## Auswahl an Takarasiennes
Hanagumi:
- Asumi Rio (Otokoyaku Top Star seit 2014, Debüt 2003)
- Hana Ranno (Musumeyaku Top Star seit 2010, Debüt 2006)
- Yuzuka Rei (Otokoyaku Top Star seit 2019, Debüt 2009)

Tsukigumi:
- Tamaki Ryou (Otokoyaku Top Star seit 2016, Debüt 2008)

- Masaki Ryū (Otokoyaku Top Star seit 2012, Debüt 2001)
- Reika Manaki  (Musumeyaku Top Star seit 2012, Debüt 2009)

Yukigumi:
- Fūto Nozomi (Otokoyaku Top Star seit 2017, Debüt 2003)
- Kazuho So  (Otokoyaku Top Star seit 2012, Debüt 1996)
- Ayu Manaka (Musumeyaku Top Star seit 2012, Debüt 2005)
- Seina Sagiri (Otokoyaku, Debüt 2001)

Hoshigumi:
- Reon Yuzuki (Otokoyaku Top Star seit 2009, Debüt 1999)
- Nene Yumesaki (Musumeyaku Top Star seit 2009, Debüt 2003)
- Yuzuru Kurenai (Otokoyaku, Debüt 2002)

Soragumi:
- Kaname Oki (Otokoyaku Top Star seit 2012, Debüt 2000)
- Rion Misaki (Musumeyaku Top Star seit 2012, Debüt 2009)
- Manato Asaka (Otokoyaku, Debüt 2002)

Senka:
- Yū Todoroki (Otokoyaku Top Star in Yukigumi 1997–2002, seit 2002 in Senka, Debüt 1985)

## Auswahl ehemaliger Takarazuka Top Stars
- Asato Shizuki (Soragumi, Otokoyaku, 1987–2000)
- Ayaki Nao (Tsukigumi, Otokoyaku, 1991–2005)
- Hikaru Asami (Yukigumi, Otokoyaku, 1991–2006)
- Tsubasa Makoto (Tsukigumi, Otokoyaku, 1985–2001)
- Maki Ichiro (Yukigumi, Otokoyaku, 1982–1996)
- Mari Hanafusa (Soragumi, Musumeyaku, 1991–2006)
- Miki Maya (Hanagumi, Otokoyaku, 1981–1998)
- Kou Minoru (Hoshigumi, Otokoyaku, 1985–2001)
- Mao Daichi (Tsukigumi, Otokoyaku, 1973–1985)
- Natsuki Mizu (Yukigumi, Otokoyaku, 2006–2010)
- Ran Ootori (Special Course, Otokoyaku, 1964–1979)
- Rei Asami (Yukigumi, Otokoyaku, 1970–1985)
- Rira Maikaze (Yukigumi, Musumeyaku, 1995–2006)
- Jun Sena (Tsukigumi, Otokoyaku, 1992–2009)
- Wataru Kozuki (Hoshigumi, Otokoyaku, 1989–2006)
- Youka Wao (Soragumi, Otokoyaku, 1988–2006)
- Yūki Amami (Tsukigumi, Otokoyaku, 1987–1995)